# Partridge Island (ö i Australien)
Partridge Island är en ö i Australien. Den ligger i delstaten Tasmanien, i den sydöstra delen av landet, omkring 60 kilometer söder om delstatshuvudstaden Hobart. Arean är 1,2 kvadratkilometer. Den sträcker sig 2,3 kilometer i nord-sydlig riktning, och 1,0 kilometer i öst-västlig riktning.
Genomsnittlig årsnederbörd är 920 millimeter. Den regnigaste månaden är juli, med i genomsnitt 114 mm nederbörd, och den torraste är februari, med 49 mm nederbörd.